# Ameiurus melas
Ameiurus melas е вид лъчеперка от семейство Ictaluridae. Видът е незастрашен от изчезване.

## Разпространение и местообитание
Разпространен е в Канада, Мексико и САЩ.
Среща се на дълбочина от 0,1 до 3,4 m.

## Описание
На дължина достигат до 66 cm, а теглото им е максимум 3620 g.
Продължителността им на живот е около 10 години. Популацията на вида е стабилна.